# José María Tasso
José María Tasso Tena (Madrid, 7 de febrero de 1934 - León, 9 de febrero de 2003), conocido como Tachuela, fue un actor español con una amplia filmografía como actor secundario, especialmente a finales de los años 50 y 60. Muy popular por su personaje de "Flequillo" en las películas de Marisol y Rocío Dúrcal.

## Biografía
Sus primeras experiencias en el mundo de la interpretación se remontan a la época en que estudiaba Medicina y se integró en el Teatro Español Universitario. Tras abandonar sus estudios en segundo de carrera se matrícula en Publicidad y Relaciones Públicas.
Debuta en el cine de la mano de José María Elorrieta en 1957 y durante algo más de un lustro se convierte en un actor de reparto asiduo en numerosos títulos del cine español, especialmente de género cómico.
De esa etapa, destacan títulos como Las muchachas de azul (1957), de Pedro Lazaga; La vida por delante (1958), de Fernando Fernán Gómez; Las chicas de la Cruz Roja (1957), de Rafael J. Salvia o El día de los enamorados (1959), de Fernando Palacios.
Entrada la década de los sesenta, interviene en algunos vehículos de lucimiento para las estrellas infantiles del cine español de la época. Con Marisol rueda Ha llegado un ángel (1961) y Tómbola (1962) y con Rocío Dúrcal Canción de juventud (1962), La chica del trébol (1963) y Tú y yo somos tres (1964).
El 25 de marzo de 1964 contrajo matrimonio con María Eugenia Vilallonga y Martínez Campos (1942), hija mayor de los duques de la Seo de Urgel, con quien compartiría 30 años de su vida y tendría cinco hijos, siendo estos Pilar, Joaquín, María Eugenia, Lorenzo y José María Tasso Vilallonga. Se aparta de la interpretación hasta su regreso en 1967 con Las que tienen que servir (1967), de José María Forqué. Durante unos años participa de nuevo en numerosos filmes no especialmente memorables (el más popular de ellos siendo Don Erre que Erre, con Paco Martínez Soria).
Un nuevo retiro de la vida artística se produce entre 1973 y 1983, año en que es recuperado por Alfonso Ungría para interpretar el personaje de Xemen en La conquista de Albania, en 1984 su primo Carlos Tena le llama para el concurso musical de TVE Pop que. Con posterioridad y hasta su fallecimiento, intervino en ¡Átame! (1990), de Pedro Almodóvar, El rey pasmado (1991), de Imanol Uribe o Todos a la cárcel (1993), de Luis García Berlanga, así como las series de TV Proceso a Mariana Pineda (1984), Eva y Adán, agencia matrimonial (1990), Villarriba y Villabajo (1994), Hermanos de leche (1995) y Petra Delicado (1999).
Era sobrino del diplomático español Juan Ignacio Tena Ybarra y del general y magistrado Julián Íñiguez de la Torre. Es relacionado físicamente con el actor mexicano Harold Azuara.

## Filmografía
- Mensajeros de paz, (1957)
- Las muchachas de azul, (1957)
- Les Bijoutiers du clair de lune, (1958)
- Aquellos tiempos del cuplé, (1958)
- El hincha, (1958)
- Muchachas en vacaciones, (1958)
- Soledad, (1958)
- La vida por delante, (1958)
- Los clarines del miedo, (1958)
- Ana dice sí, (1958)
- Entierro de un funcionario en primavera, (1958)
- Habanera, (1958)
- Somos dos fugitivos, (1959)
- Azafatas con permiso, (1959)
- Una gran señora, (1959)
- La casa de la Troya, (1959)
- La vida alrededor, (1959)
- El día de los enamorados, (1959)
- Los tramposos, (1959)
- Llegaron los franceses, (1959)
- Se vende un tranvía, (Cortometraje, 1959)
- Crimen para recién casados, (1960)
- Pasa la tuna, (1960)
- La corista, (1960)
- Melodías de hoy, (1960)
- Labios rojos, (1960)
- Festival (1961)
- Ha llegado un ángel, (1961)
- La bella Mimí, (1961)
- Despedida de soltero, (1961)
- Los pedigüeños, (1961)
- Habanera, (1961)
- Canción de juventud, (1962)
- Tómbola, (1962)
- El grano de mostaza, (1962)
- Tú y yo somos tres. (1962)
- El balcón de la luna, (1962)
- De la piel del diablo, (1962)
- Bahía de Palma, (1962)
- Rogelia, (1962)
- Usted tiene ojos de mujer fatal, (1962)
- Plaza de Oriente, (1963)
- Esa pícara pelirroja, (1963)
- El sol en el espejo, (1963)
- Bochorno, (1963)
- La chica del trébol, (1963)
- La verbena de la Paloma, (1963)
- Las hijas de Helena, (1963)
- Llegaron los marcianos, (1964)
- La muerte silba un blues, (1964)
- Las que tienen que servir, (1967)
- Verde doncella, (1968)
- Llego, veo, disparo, (1968)
- Los que tocan el piano, (1968)
- ¡Cómo sois las mujeres!, (1968)
- El marino de los puños de oro, (1968)
- Los cuatro truhanes, (1968)
- Solos los dos, (1968)
- Relaciones casi públicas, (1969)
- Amor a todo gas, (1969)
- Mi marido y sus complejos, (1969)
- Que esperen los cuervos, (1969)
- Juicio de faldas, (1969)
- Las Leandras, (1969)
- S.O.S. Invasión, (1969)
- El mesón del gitano, (1970)
- Cuadrilátero, (1970)
- Los hombres las prefieren viudas, (1970)
- Don erre que erre, (1970)
- En un lugar de la Manga, (1970)
- Las alegres vampiras de Vögel, (1975)
- ¿Dónde estará mi niño?, (1981)
- La conquista de Albania, (1983)
- La Biblia en pasta, (1984)
- El donante, (1985)
- La chica que cayó del cielo, (1986)
- ¡Átame!, (1989)
- El rey pasmado, (1991)
- Tierno verano de lujurias y azoteas, (1993)
- Todos a la cárcel, (1993)
- Una chica entre un millón, (1994)

## Actuaciones en televisión
| - Firmado Pérez - Escuela de maridos - Un marido frivolón (31 de enero de 1964) - Cervantes - Episodio 2 (27 de abril de 1981) - Episodio 4 (11 de mayo de 1981) - La máscara negra - El rapto de la Tirana (14 de mayo de 1982) - Los desastres de la guerra - Episodio 4 (27 de junio de 1983) - Pop que - Episodio 1 (13 de agosto de 1984) - Episodio 2 (20 de agosto de 1984) - Proceso a Mariana Pineda - Episodio 3 (27 de noviembre de 1984) - Esto es lo que hay - Episodio del día 31 de marzo de 1985 - El kiosco - Episodio del día 15 de agosto de 1985 - Los pazos de Ulloa - Episodio 1 (9 de diciembre de 1985) - Episodio 2 (16 de diciembre de 1985) - Episodio 3 (23 de diciembre de 1985) - Episodio 4 (30 de diciembre de 1985) - Segunda enseñanza - El momento crucial del homo sapiens (20 de marzo de 1986) - Escalera interior, escalera exterior - Su mejor momento (1 de diciembre de 1986) - Recuerda cuándo - Las chicas (21 de octubre de 1987) - El olivar de Atocha - La historia se repite (15 de mayo de 1989) - Primera función - Milagro en Londres (7 de septiembre de 1989) - Brigada Central - Vistas al mar (17 de noviembre de 1989) - Esa clase de gente - Episodio 2 (24 de enero de 1990) - Episodio 6 (21 de febrero de 1990) - Episodio 8 (7 de marzo de 1990) - Episodio 11 (28 de marzo de 1990) - Episodio 13 (11 de abril de 1990) - Fantasmas en herencia, (1990) - Eva y Adán, agencia matrimonial - Vida sexual en pareja (7 de octubre de 1990) - Delicias tropicales (18 de noviembre de 1990) - Como en un cuento de hadas (25 de noviembre de 1990) - ¿Estás depre, papá? (16 de diciembre de 1990) - El obispo leproso - Episodio 4 (14 de diciembre de 1990) - Las chicas de hoy en día - Las chicas de hoy en día y la marcha real (3 de febrero de 1992) | - Habitación 503 - La segunda oportunidad (6 de noviembre de 1993) - Lleno, por favor - Cine made in Spain (29 de noviembre de 1993) - Canguros - Boda (¿?) - Hermanos de leche - El ascensor (5 de junio de 1994) - Sueños y confesiones (23 de octubre de 1994) - Guerra fría, paz caliente (20 de noviembre de 1994) - Cambios de identidad (29 de enero de 1995) - Chus-mi (5 de marzo de 1995) - Aires de tormenta (12 de marzo de 1995) - La huelga (2 de abril de 1995) - Insumisos (11 de junio de 1995) - Viejos conocidos (7 de abril de 1996) - Villarriba y Villabajo - La herencia (11 de octubre de 1994) - La gran depresión (18 de octubre de 1994) - Rusos sin fronteras (1 de noviembre de 1994) - La epidemia (8 de noviembre de 1994) - Serafín (7 de diciembre de 1994) - Las Águedas (14 de diciembre de 1994) - La estrella (28 de diciembre de 1994) - Las últimas horas del Tío Marciano (11 de enero de 1995) - Villarriba-Tombuctú (28 de junio de 1995) - La mujer de tu vida - La mujer gafe (27 de octubre de 1994) - A su servicio - El cuchillo cruel (28 de febrero de 1995) - ¡Aquí hay negocio! - Una casa de locos (23 de agosto de 1995) - Petra Delicado - Como una flor (9 de septiembre de 1999) - Rosa ensangrentada (16 de septiembre de 1999) - Dulce compañía (23 de septiembre de 1999) - Modelados en barro (30 de septiembre de 1999) - Tu muerte está cerca (14 de octubre de 1999) - Un barco cargado de arroz (21 de octubre de 1999) - El tío de Hamlet (28 de octubre de 1999) - Mal día el lunes (11 de noviembre de 1999) - Un hombre corriente (2 de diciembre de 1999) - Raquel busca su sitio - David contra David (31 de enero de 2000) - Vida, muerte, eternidad... etc., etc. - Manos a la obra - El beniciento (27 de mayo de 2001) - ¡Ala... Dina! - A cien por boda (28 de mayo de 2001) - ¡La boda! (4 de junio de 2001) |